# Derek Magyar
Derek Magyar (ur. 18 lipca 1980 w Budapeszcie) − amerykański aktor filmowy i telewizyjny.

## Kariera
Absolwent uczelni wyższej California Institute of the Arts (CalArts). Zadebiutował rolą Quinna w krótkometrażowym projekcie Last Stop (2003). Dwa lata później został obsadzony w roli komandora Kelby’ego w serialu stacji UPN Star Trek: Enterprise; pojawił się w sześciu odcinkach sezonu czwartego. Rozgłos przyniósł mu występ w komediodramacie Boy Culture (2006), gdzie zagrał homoseksualny żigolaka o pseudonimie „X”. Kreacja w tym filmie przyniosła mu nagrodę dla najlepszego aktora podczas ceremonii 2008 Glitter Awards. W horrorze Train. Rzeźnia na szynach (Train, 2008) partnerował Thorze Birch i Gideonowi Emery’emu. W 2010 zadebiutował jako twórca filmowy, reżyserując oraz produkując niezależny dramat Flying Lessons. W 2013 przyznano mu rolę Jensena w operze mydlanej NBC Dni naszego życia (Days of Our Lives).

## Filmografia
- 2003: JAG: Wojskowe Biuro Śledcze jako kapral Pete Kelly
- 2004: Orły z Bostonu jako Gregory Stone
- 2005: Star Trek: Enterprise jako komandor Kelby
- 2005: Czarodziejki jako demon Elkin
- 2006: Boy Culture jako Alex, czyli „X”
- 2008: Train. Rzeźnia na szynach (Train) jako Todd
- 2011: The Cape jako oficer Phillips
- 2012: Zabójcze umysły jako Jeff Collins
- 2012: Mroczne zagadki Los Angeles jako Larry Clark
- 2012: CSI: Kryminalne zagadki Nowego Jorku jako Sebastian
- 2013: Dni naszego życia jako Jensen